# Josef Wissgrill
Josef (Joseph) Wissgrill (* um 1697; † 22. Juni 1772 in St. Pölten) war ein österreichischer Baumeister des Barock.

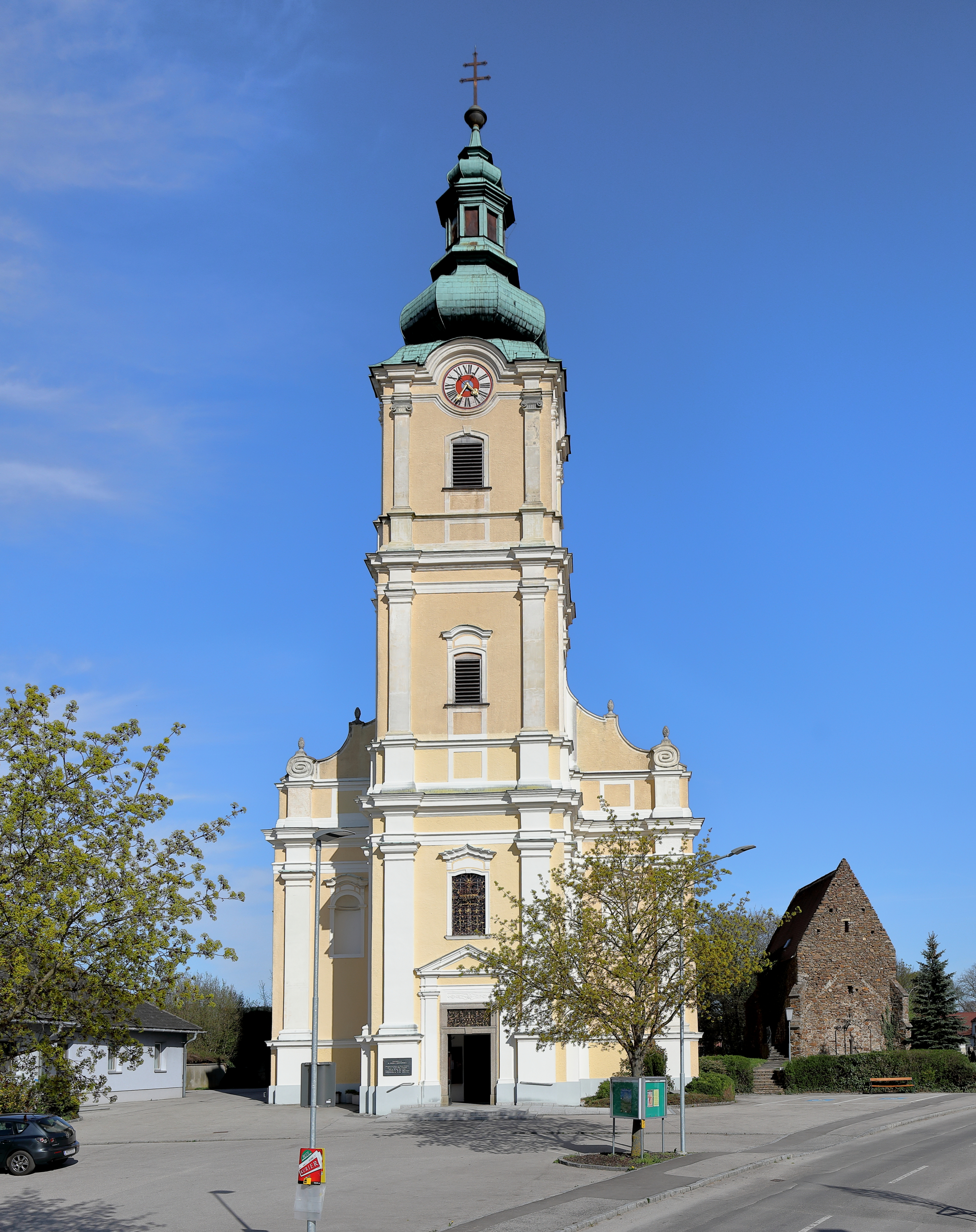
Turm und Westfassade der Pfarrkirche Loosdorf

Als Schüler von Jakob Prandtauer stand er in der Tradition seines Lehrers und auch seiner Mitschüler, wodurch seine Anteile manchmal ungesichert sind und bisweilen auch nur durch Zuschreibung vorliegen.

## (Vermutete) Werke
- Pfarrkirche Bischofstetten, 1743–1746, Umbau
- Pfarrkirche Loosdorf, 1730–1734, Kirchturm und Westfassade
- Pfarrkirche Böheimkirchen
- Pfarrkirche St. Georgen am Steinfelde, 1749, Umbau
- Pfarrkirche Gerersdorf, 1747, Umbau
- Schule, Rathausplatz 6, St. Pölten, 1750, Umbau

## Trivia
Der Architekt ist nicht zu verwechseln mit Leopold Wißgrill, der zur selben Zeit im Raum um Horn tätig war.